# Pod Bradelským
Pod Bradelským este o arie protejată (arie specială de conservare — SAC, sit de importanță comunitară — SCI) din Slovacia întinsă pe o suprafață de 0,91 ha, integral pe uscat.

## Localizare
Centrul sitului Pod Bradelským este situat la coordonatele 49°00′49″N 18°04′34″E / 49.013717°N 18.07615°E.

## Înființare
Situl Pod Bradelským a fost declarat sit de importanță comunitară în decembrie 2021.

## Biodiversitate
Situată în ecoregiunea alpină, aria protejată conține 1 habitat natural: Fânețe de joasă altitudine (Alopecurus pratensis, Sanguisorba officinalis).
La baza desemnării sitului se află un număr nedeclarat de specii protejate.